# Miloš Janković
Miloš Janković (Čačak, Serbia, 28 de junio de 1994) es un baloncestista serbio que pertenece a la plantilla del TAU Castelló de la Liga LEB Oro. Con 2,09 metros de estatura, juega en la posición de pívot.

## Trayectoria deportiva
Natural de la ciudad serbia de Čačak, es un jugador formado en el KK Mladost Čačak de su ciudad natal, en que jugaría desde 2010 a 2013.
En las siguientes tres temporadas continuaría en el baloncesto serbio, formando parte de los equipos de KK Radnički Kragujevac, Varda HE Višegrad y Metalac Valjevo en la Liga Serbia de Baloncesto.
En 2016, se marcharía a Suiza para jugar en el SAM Basket Massagno de la Liga Nacional de Baloncesto de Suiza, pero al término de la temporada regresaría al Metalac Valjevo.
En la temporada 2017-18, regresa al SAM Basket Massagno de la Liga Nacional de Baloncesto de Suiza
En la temporada 2018–2019, firma por el KK Dynamic de la Liga Serbia de Baloncesto.
En 2019, firma por el BBC Monthey de la Liga Nacional de Baloncesto de Suiza.
En la temporada 2021-22, firma con el Friburgo de la primera división de Suiza, con el que ganaría dos ligas consecutivas. Además, disputó en la temporada 2022-23, la FIBA Europe Cup con el equipo suizo.
El 8 de agosto de 2023, firma por el TAU Castelló de la LEB Oro.

### Selección nacional
Fue internacional en categorías sub-16, sub-18 y sub-20 con Serbia siendo medalla de bronce en el europeo sub-18 del 2012 y plata en el mundial sub-19 del 2013 en Praga.